# Aulonogyrus concinnus
Aulonogyrus concinnus ist eine Käferart aus der Familie der Taumelkäfer (Gyrinidae). 

## Merkmale
Die Käfer erreichen eine Körperlänge von 5,5 bis 7 Millimetern. Ihr Körper ist oberseits chagriniert (Narbenmuster) und sehr fein punktförmig strukturiert. Die Seiten des Halsschildes samt ihrem umgeschlagenen Bereich, die Seiten der Deckflügel und ihre Unterseite sind wie auch die Beine gelb gefärbt. Die Bauchseite der Tiere ist bronzeschwarz, das letzte Sternit ist jedoch rostrot. Auch der Kopf ist bronzen, mittig jedoch blau. Die Schenkel (Femora) der Hinterbeine sind dunkel blaugrün und haben mittig eine kupferfarbene, seitlich erweiterte Querbinde. Die Deckflügel sind mit bronzefarbenen Längsfurchen versehen, wobei die Furchen an den Seiten des Körpers kürzer sind. Die achte und zehnte Furche ist schmal, flach und matt gefärbt. 

## Vorkommen
Die Art ist in Süd- und Westeuropa, am Kaukasus, in Kleinasien, Syrien, dem Irak und Iran, Turkestan und östlich bis ins Amurgebiet verbreitet. Nördlich kommt die Art vereinzelt in Frankreich, Belgien, den Niederlanden und in Norddeutschland vor.